# Sejad Halilović
Sejad Halilović (Doboj, 16 marzo 1969) è un ex calciatore bosniaco con cittadinanza croata, di ruolo centrocampista.

## Biografia
Anche i suoi figli Alen e Dino sono calciatori.

## Statistiche

### Cronologia presenze e reti in nazionale
| Cronologia completa delle presenze e delle reti in nazionale ― Croazia | Cronologia completa delle presenze e delle reti in nazionale ― Croazia | Cronologia completa delle presenze e delle reti in nazionale ― Croazia | Cronologia completa delle presenze e delle reti in nazionale ― Croazia | Cronologia completa delle presenze e delle reti in nazionale ― Croazia | Cronologia completa delle presenze e delle reti in nazionale ― Croazia | Cronologia completa delle presenze e delle reti in nazionale ― Croazia | Cronologia completa delle presenze e delle reti in nazionale ― Croazia |
| Data                                                                   | Città                                                                  | In casa                                                                | Risultato                                                              | Ospiti                                                                 | Competizione                                                           | Reti                                                                   | Note                                                                   |
| ---------------------------------------------------------------------- | ---------------------------------------------------------------------- | ---------------------------------------------------------------------- | ---------------------------------------------------------------------- | ---------------------------------------------------------------------- | ---------------------------------------------------------------------- | ---------------------------------------------------------------------- | ---------------------------------------------------------------------- |
| 17-8-1994                                                              | Tel Aviv                                                               | Israele                                                                | 0 – 4                                                                  | Croazia                                                                | Amichevole                                                             | -                                                                      | 50’                                                                    |
| Totale                                                                 |                                                                        | Presenze                                                               | 1                                                                      |                                                                        | Reti                                                                   | 0                                                                      |                                                                        |

| Cronologia completa delle presenze e delle reti in nazionale ― Bosnia ed Erzegovina | Cronologia completa delle presenze e delle reti in nazionale ― Bosnia ed Erzegovina | Cronologia completa delle presenze e delle reti in nazionale ― Bosnia ed Erzegovina | Cronologia completa delle presenze e delle reti in nazionale ― Bosnia ed Erzegovina | Cronologia completa delle presenze e delle reti in nazionale ― Bosnia ed Erzegovina | Cronologia completa delle presenze e delle reti in nazionale ― Bosnia ed Erzegovina | Cronologia completa delle presenze e delle reti in nazionale ― Bosnia ed Erzegovina | Cronologia completa delle presenze e delle reti in nazionale ― Bosnia ed Erzegovina |
| Data                                                                                | Città                                                                               | In casa                                                                             | Risultato                                                                           | Ospiti                                                                              | Competizione                                                                        | Reti                                                                                | Note                                                                                |
| ----------------------------------------------------------------------------------- | ----------------------------------------------------------------------------------- | ----------------------------------------------------------------------------------- | ----------------------------------------------------------------------------------- | ----------------------------------------------------------------------------------- | ----------------------------------------------------------------------------------- | ----------------------------------------------------------------------------------- | ----------------------------------------------------------------------------------- |
| 8-10-1996                                                                           | Bologna                                                                             | Bosnia ed Erzegovina                                                                | 1 – 4                                                                               | Croazia                                                                             | Qual. Mondiali 1998                                                                 | -                                                                                   | 58’ 67’                                                                             |
| 6-11-1996                                                                           | Sarajevo                                                                            | Bosnia ed Erzegovina                                                                | 2 – 1                                                                               | Italia                                                                              | Amichevole                                                                          | -                                                                                   | 62’                                                                                 |
| 10-11-1996                                                                          | Lubiana                                                                             | Slovenia                                                                            | 1 – 2                                                                               | Bosnia ed Erzegovina                                                                | Qual. Mondiali 1998                                                                 | -                                                                                   |                                                                                     |
| 2-4-1997                                                                            | Sarajevo                                                                            | Bosnia ed Erzegovina                                                                | 0 – 1                                                                               | Grecia                                                                              | Qual. Mondiali 1998                                                                 | -                                                                                   |                                                                                     |
| 8-6-1997                                                                            | Copenaghen                                                                          | Danimarca                                                                           | 2 – 0                                                                               | Bosnia ed Erzegovina                                                                | Qual. Mondiali 1998                                                                 | -                                                                                   | 58’                                                                                 |
| 6-9-1997                                                                            | Zagabria                                                                            | Croazia                                                                             | 3 – 2                                                                               | Bosnia ed Erzegovina                                                                | Qual. Mondiali 1998                                                                 | -                                                                                   | 58’ 76’                                                                             |
| 10-9-1997                                                                           | Sarajevo                                                                            | Bosnia ed Erzegovina                                                                | 1 – 0                                                                               | Slovenia                                                                            | Qual. Mondiali 1998                                                                 | -                                                                                   | 88’                                                                                 |
| 5-11-1997                                                                           | Tunisi                                                                              | Tunisia                                                                             | 2 – 1                                                                               | Bosnia ed Erzegovina                                                                | Amichevole                                                                          | -                                                                                   | Ammonizione                                                                         |
| 19-8-1998                                                                           | Sarajevo                                                                            | Bosnia ed Erzegovina                                                                | 1 – 0                                                                               | Fær Øer                                                                             | Qual. Euro 2000                                                                     | -                                                                                   | 58’                                                                                 |
| 5-9-1998                                                                            | Sarajevo                                                                            | Bosnia ed Erzegovina                                                                | 1 – 1                                                                               | Estonia                                                                             | Qual. Euro 2000                                                                     | -                                                                                   | 77’                                                                                 |
| 10-10-1998                                                                          | Sarajevo                                                                            | Bosnia ed Erzegovina                                                                | 1 – 3                                                                               | Rep. Ceca                                                                           | Qual. Euro 2000                                                                     | -                                                                                   |                                                                                     |
| 14-10-1998                                                                          | Vilnius                                                                             | Lituania                                                                            | 4 – 2                                                                               | Bosnia ed Erzegovina                                                                | Qual. Euro 2000                                                                     | -                                                                                   |                                                                                     |
| 27-1-1999                                                                           | Ta' Qali                                                                            | Malta                                                                               | 2 – 1                                                                               | Bosnia ed Erzegovina                                                                | Amichevole                                                                          | -                                                                                   |                                                                                     |
| 4-9-1999                                                                            | Sarajevo                                                                            | Bosnia ed Erzegovina                                                                | 1 – 2                                                                               | Scozia                                                                              | Qual. Euro 2000                                                                     | -                                                                                   | 35’ 61’                                                                             |
| 24-1-2000                                                                           | Doha                                                                                | Qatar                                                                               | 2 – 0                                                                               | Bosnia ed Erzegovina                                                                | Amichevole                                                                          | -                                                                                   | Ammonizione                                                                         |
| Totale                                                                              |                                                                                     | Presenze                                                                            | 15                                                                                  |                                                                                     | Reti                                                                                | 0                                                                                   |                                                                                     |

## Palmarès
- Campionato croato: 1

Dinamo Zagabria: 1992-1993
- Coppa di Croazia: 1

Dinamo Zagabria: 1993-1994
- Coppa d'Israele: 1

Hapoel Be'er Sheva: 1996-1997